# Margherita Granbassi
Margherita Granbassi (Trieste, 1º settembre 1979) è una conduttrice televisiva ed ex schermitrice italiana, specializzata nel fioretto.
Vanta due bronzi olimpici vinti ai Giochi del 2008 sia nell'individuale che a squadre. Dal 2008 ha intrapreso anche la carriera televisiva, esordendo come co-conduttrice nella trasmissione giornalistica di Michele Santoro Annozero.

## Biografia
Nasce a Trieste, quarta di quattro fratelli, da Gianfranco Granbassi (cognome originario Niederkorn), pubblicitario e docente universitario e da Giuseppina Böhm. La famiglia è di origine pisinota. Il nonno Mario si trasferì a Trieste da Pisino per gli studi, e poi decise di rimanervi. Inizia a fare scherma seguendo le orme dei fratelli più grandi, iniziando con il maestro Dario Codarin a San Giorgio, dove si allena per due anni.
Nel 2020 si è laureata in economia aziendale presso la Link Campus University a Roma.

### Scherma
Passa poi all'Associazione Sportiva Udinese, sotto la guida di Andrea Magro; dal 2004 è invece in forza nel gruppo sportivo dei Carabinieri, allenata da Giulio Tomassini, sino al 31 gennaio 2009, giorno del suo debutto ufficiale come atleta del Circolo della Scherma Terni.
Nelle categorie giovanili ha vinto nel 1991 il suo primo titolo italiano. Nel 1994 viene convocata per le gare internazionali cadette e giovani con la Nazionale italiana. Da "cadetta" vince i campionati italiani under-17 e under-20, nonché la medaglia d'argento ai campionati del mondo di Parigi. Da "giovane" vince altri due titoli nazionali under-20, due coppe del mondo e un argento ai campionati del mondo di Keszthely, in Ungheria. Nell'ultimo anno tra i "giovani" conquista un podio e addirittura due finali in Coppa del mondo assoluta.
Approdata tra gli "assoluti", nel 2001 conquista il titolo europeo a squadre e il pass per i campionati del mondo di Nîmes. A una settimana dalla gara però, si infortuna al ginocchio e per 7 mesi è costretta ad abbandonare la pedana. Nel frattempo si trasferisce a Frascati e poi a Narni, e inizia a lavorare con Giulio Tommasini. Nel 2004 vince i mondiali a squadre a New York e si qualifica per le Olimpiadi di Atene dove arriva al decimo posto nella gara olimpica individuale di Fioretto. Nel 2005 vince la Coppa del Mondo.
Nel 2006 il traguardo più grande: ai campionato mondiale di scherma 2006 svoltisi a Torino si laurea campionessa del mondo di fioretto individuale vincendo la medaglia di oro e precedendo le altre 2 campionesse azzurre la Vezzali e la Trillini in un podio per tre quarti italiano (ai mondiali - anche gli europei - nelle prove individuali si assegnano due medaglie di bronzo agli sconfitti nelle semifinali). L'anno dopo arriva il bronzo europeo individuale a Gent, mentre ai mondiali di San Pietroburgo è seconda dietro Valentina Vezzali in un podio anche qui per tre quarti italiano, con Giovanna Trillini ancora terza.
Costretta a una nuova operazione al ginocchio, rientra nel 2008. Dopo aver conquistato un argento europeo, l'11 agosto 2008 si è qualificata per le semifinali di fioretto individuale dei Giochi della XXIX Olimpiade; dove viene sconfitta dalla Vezzali, ma nella stessa gara riesce a conquistare subito dopo la sua prima medaglia olimpica individuale: il bronzo nella finale vinta per il terzo posto sconfiggendo per 15-12 l'altra italiana Giovanna Trillini. Il 16 agosto, sempre nell'ambito di Pechino 2008, vince il bronzo anche nella gara a squadre insieme alle altre fiorettiste Giovanna Trillini, Valentina Vezzali, Ilaria Salvatori. Nel 2009 vince l'oro a squadre ai mondiali di Antalia sempre nel fioretto.
Dopo l'esperienza televisiva ad AnnoZero, ottiene tre podi in Coppa, prima di infortunarsi gravemente al dito indice. Dovendo rinunciare agli europei, partecipa ai mondiali dove conquista comunque un oro a squadre. In seguito ad un altro periodo di convalescenza, conquista un podio nella tappa di Coppa svoltasi a L'Avana. Nel periodo che precede le Olimpiadi di Londra non riesce ad ottenere un posto nella nazionale, a causa dei numerosi infortuni al ginocchio e alle cartilagini.
Ferma dall'attività agonistica per infortunio fino a dicembre 2012, riprende l'attività vincendo la Coppa Lazio, gara di qualificazione regionale che le garantisce l'accesso alla Coppa Italia, ultima chance per guadagnarsi il pass per i Campionati Italiani Assoluti nella sua città natale, Trieste. Si allena presso il Club Scherma Roma; il suo maestro è il campione cubano Elvis Gregory.
Dopo il grave infortunio e la conseguente operazione al ginocchio (la settima della carriera) con spostamento della rotula e trapianto di menisco, nel marzo 2014 torna in pedana in una prova di Coppa del Mondo. Ma nel primo assalto dell'eliminazione diretta (21 marzo), l'atleta si procura un nuovo grave infortunio al ginocchio. Pochi giorni dopo è la stessa Granbassi ad annunciare il suo ritiro dall'attività agonistica a 34 anni a causa dei numerosi infortuni al ginocchio sinistro.

### Televisione
Nell'autunno del 2008, ex abrupto, intraprende la carriera giornalistica, entrando a far parte dell'edizione 2008-2009 della trasmissione Annozero su Rai 2 al fianco di Michele Santoro, prendendo il posto di Beatrice Borromeo come coconduttrice e intervistatrice dei giovani. A seguito di questa partecipazione e a causa del fatto che i Carabinieri non le concedono l'aspettativa fino a giugno 2009 da lei richiesta, il 15 ottobre 2008 la Granbassi ufficializza il congedo dall'Arma.
Dal 2010 conduce su Sportitalia 1 Sport Science. Il programma è andato in onda nella seconda serata del canale sportivo dal lunedì al venerdì, per un totale di 12 puntate di un'ora ciascuna.
Durante il periodo di convalescenza per l'infortunio al dito, nel 2010 accetta l'invito di Milly Carlucci e partecipa alla sesta edizione di Ballando con le stelle su Rai 1 come concorrente in coppia con il ballerino professionista Stefano Di Filippo.
Dal 9 febbraio al 15 marzo 2012 ha condotto su Rai 3, in seconda serata, Sirene, programma dedicato all'operato delle Forze dell'Ordine.
In occasione dei Giochi olimpici di Londra 2012 entra ufficialmente nella squadra di Buonanotte Londra, la trasmissione di Rai 2 sulle Olimpiadi, condotta da Jacopo Volpi insieme con Simona Rolandi.
Da settembre 2012 a febbraio 2013 conduce Super 8 su Rai Sport 1.
Nel 2018 partecipa a Celebrity Master Chef, classificandosi al 5º posto.
Dal 10 novembre 2018 conduce su Italia 1 il programma Drive Up.
Nel 2022 partecipa al programma di Alessandro Borghese - Celebrity Chef in onda su TV8 come concorrente.
Da luglio 2022 conduce Linea Verde Sentieri su Rai 1 con Lino Zani. Dal settembre 2023 conduce la puntata domenicale di Linea verde assieme a Livio Beshir e Peppone Calabrese.

### Attività nel sociale
Nel 2009 è stata testimonial per la campagna Altolà per l'ospedale infantile Burlo Garofolo di Trieste e per l'Associazione italiana contro le leucemie-linfomi e mieloma. Nel 2010 e nel 2011 è testimonial dell'AIRC. Nel 2012 è madrina dei progetti Samsung Hope Relay e Women like you. Per quest'ultimo progetto è nuovamente madrina nel 2013.

## Palmarès
In carriera ha ottenuto i seguenti risultati:
 Giochi olimpici 
Individuale
- Bronzo a Pechino 2008

A squadre
- Bronzo a Pechino 2008

 Mondiali 
Individuale
- Oro a Torino 2006
- Argento a San Pietroburgo 2007

A squadre
- Oro a New York 2004
- Oro ad Antalia 2009
- Argento a Torino 2006

 Mondiali militari 
Individuale
- Oro nel fioretto a Grosseto 2005

A squadre
- Oro nel fioretto a Grosseto 2005

 Europei 
Individuale
- Argento a Kiev 2008
- Bronzo a Gand 2007

A squadre
- Oro a Coblenza 2001
- Oro a Zalaegerszeg 2005
- Argento a Bourges 2003
- Bronzo a Copenaghen 2004
- Bronzo a Gand 2007

Coppa del mondo
- nella classifica generale del fioretto 2004/2005

 Universiadi 
Individuale
- Argento nel fioretto a Smirne 2005

A squadre
- Oro nel fioretto a Smirne 2005
- Argento nel fioretto a Pechino 2001

 Giochi del Mediterraneo 
Individuale
- Argento nel fioretto a Pescara 2009

 Altri risultati 
Mondiali giovani
Individuale
- Argento nel fioretto a Keszthely 1999

A squadre
- Argento nel fioretto a Valencia 1998
- Bronzo nel fioretto a Keszthely 1999

Mondiali cadetti
Individuale
- Argento nel fioretto a Parigi 1995

Europei giovani
Individuale
A squadre
- Bronzo nel fioretto a Bratislava 1998